# Caroline Lasser
Pour les articles homonymes, voir Lasser.
Caroline Lasser (née en 1975) est une mathématicienne allemande. 

## Formation et carrière
Caroline Lasser fait ses études de mathématiques à l'université Louis-et-Maximilien de Munich dont elle est diplômée en 1999, puis au Courant Institute et à l'université technique de Munich, où elle soutient une thèse de doctorat intitulée Conical Energy Level Crossings in Molecular Dynamics, en 2004 sous la direction de Folkmar Bornemann et Herbert Spohn. Elle est chercheuse à l'université libre de Berlin, à partir de 2005 et dirige un groupe de recherche junior, puis elle y est nommée professeure en 2008. Elle est ensuite nommée professeure à l'université technique de Munich en 2010. 
Elle effectue plusieurs séjours de recherches au Mathematical Sciences Research Institute à Berkeley, à l'université de Warwick ou encore à l'université Paris-XII. Elle est mariée au mathématicien Oliver Deiser avec qui elle collabore régulièrement, et ils ont deux enfants. 
Elle travaille dans le domaine de la physique mathématique : dynamique quantique, mécanique semi-classique et elle s'intéresse en particulier aux équations de Schrödinger, qui décrivent les processus quantiques moléculaires à l'échelle de temps de l'atto- et la femtoseconde. Ses travaux vont de l'analyse mathématique traditionnelle à la conception d'algorithmes pour la simulation de la mécanique quantique moléculaire.

## Prix et distinctions
En 2018, la Société mathématique allemande lui attribue la conférence Gauss. 

## Publications
- avec Oliver Deiser, Elmar Vogt et Dirk Werner, 12 × 12 Schlüsselkonzepte zur Mathematik, Springer, 2011 (ISBN 978-3-8274-2297-2)12 x 12 concepts-clé en mathématiques, Springer Spektrum, 2e édition 2016.
- avec Oliver Deiser, Erste Hilfe in Linearer Algebra (Premiers soins en algèbre linéaire), Springer Spektrum 2015.
- avec D. Sattlegger, « Discretising the Herman-Kluk propagator ». Num. Math.', 2017, 137(1): p. 119-157.
- avec C. Fermanian Kammerer, « An Egorov Theorem for avoided crossings of eigenvalue surfaces ». Comm. Math. Phys. 2017, 353(3): p. 1011-1057.
- avec  A. Belyaev,  W. Domcke et G. Trigila, « Nonadiabatic nuclear dynamics of the ammonia cation studied by surface hopping classical trajectory calculations ». J. Chem. Phys., 2015, 142: 104307.
- avec W. Gaim, « Corrections to Wigner type phase space methods ». Nonlinearity, 2014, 27: 2951-2974.
- avec S. Röblitz, « Computing expectation values for molecular quantum dynamics ». SIAM J. Sci. Comput., 2010, 32: 1465-1483.